# إيفون شوينارد
إيفون شوينارد (مواليد 9 نوفمبر 1938) هو متسلق جبال، ناشط بيئي ورجل أعمال أمريكي أسس شركة باتاغونيا عام 1973.